# US Alessandria Calcio 1912
Unione Sportiva Alessandria Calcio 1912, zkráceně jen Alessandria je italský fotbalový klub hrající v sezóně 2023/24 ve 3. italské fotbalové lize, sídlící ve městě Alessandria v regionu Piemont.
Klub byl znovu založen v roce 2003 po bankrotu. Nese sportovní tradici a odkaz klubu, který se v roce 1912 jako Alessandria Foot Ball Club byl založen. V nejvyšší lize klub hrál nepřetržitě až do sezony 1936/37 kdy sestoupil. Nejlepší umístění v tomto období bylo 3. místo ve finálové skupině v sezoně 1927/28. Nejslavnějším odchovancem klubu je Gianni Rivera, který vyhrál již dresu Milána Zlatý míč 1969. Také zde hrály hráči Luigi Bertolini, Felice Borel, Giovanni Ferrari a Pietro Rava, Carlo Carcano a Adolfo Baloncieri.

## Změny názvu klubu
- 1912/13 – 1919/20 – Alessandria FBC (Alessandria Foot-Ball Club)
- 1920/21 – 1974/75 – Alessandria US (Alessandria Unione Sportiva)
- 1975/76 – 2002/03 – US Alessandria Calcio (Unione Sportiva Alessandria Calcio)
- 2003/04 – US Alessandria Calcio 1912 (Unione Sportiva Alessandria Calcio 1912)

## Získané trofeje

### Vyhrané domácí soutěže
- 2. italská liga (1×)

1945/46
- 3. italská liga (1×)

1973/74
- 4. italská liga (1×)

1990/91

## Historie
Klub byl založen v únoru 1912 jako Alessandria Foot Ball Club. Již v sezoně 1913/14 hrál nejvyšší ligu. Dne 11. dubna 1920 se klub spojil s jiným starším klubem z města Unione Sportiva Alessandria a přejmenoval se na Alessandria Unione Sportiva. V nejvyšší lize klub hrál nepřetržitě až do sezony 1936/37 kdy sestoupil. Nejlepší umístění v tomto období bylo 3. místo ve finálové skupině v sezoně 1927/28.
Do konce druhé světové války se klub pohyboval ve druhé lize. Poté se na jednu sezonu vrátil do nejvyšší ligy, ale po sestupu přišel další sestup do třetí ligy. Období od roku 1960 do roku 1967 hrál druhou ligu a pak do roku 1980 třetí ligu. Po roce 1980 již byl účastníkem čtvrté ligy. Dalších 30 let pendloval mezi třetí a čtvrtou ligou.
Nejhorší období klubu bylo po sezoně 2002/03. Sestoupil do amatérské páté ligy a navíc 13. srpna 2003 musel kvůli financím skončit. Díky městu a fanouškům se zrodil nový klub Unione Sportiva Alessandria Calcio 1912.
V první sezoně klub svou soutěž vyhrál a postoupil a v sezoně 2007/08 vyhrál pátou ligu a postoupil do profesionální ligy. Ve třetí lize začal hrát od sezony 2014/15. Nejdál došel v sezoně 2016/17 do finále play off, kde podlehl Parmě. V sezoně 2020/21 klub vyhrál play off a postoupil po dlouhých 46 letech do druhé ligy. Zde hrál jen jednu sezonu a kvůli 18. místu sestoupil zpět do třetí ligy.
Nejlepší umístění v nejvyšší lize od založení Serie A bylo 6. místo v sezonách 1929/30 a 1931/32. Celkem v ní klub odehrál 24 sezon.

## Účast v ligách
| Úroveň soutěže | Název soutěže (nynější název) | První hraná sezona | Poslední hraná sezona | celkem odehraných sezon |
| -------------- | ----------------------------- | ------------------ | --------------------- | ----------------------- |
| 1              | Serie A                       | 1914/15            | 1959/60               | 24                      |
| 2              | Serie B                       | 1945/46            | 2021/22               | 22                      |
| 3              | Serie C                       | 1950/51            | 2023/24               | 36                      |
| 4              | Serie D                       | 1980/81            | 2013/14               | 17                      |
| 5              | Eccellenza                    | 2005/06            | 2007/08               | 3                       |

Historická tabulka Serie A od sezony 1929/30 do 2022/23.
| Celkové místo | Odehraných sezon | Celkem bodů | Celkem zápasů | Celkem výher | Celkem remíz | Celkem proher | Celkové skore |
| ------------- | ---------------- | ----------- | ------------- | ------------ | ------------ | ------------- | ------------- |
| 33            | 13               | 381         | 440           | 136          | 109          | 195           | 564:720       |

## Fotbalisté

### Historické statistiky
Do 23. srpna 2022.
| Počet utkání | Počet utkání    | Počet utkání |  | Počet branek | Počet branek      | Počet branek |
| Pořadí       | Jméno           | Počet        |  | Pořadí       | Jméno             | Počet        |
| 1.           | Antonio Colombo | 408          |  | 1.           | Renato Cattaneo   | 146          |
| 2.           | Renato Cattaneo | 305          |  | 2.           | Elvio Banchero    | 80           |
| 3.           | Mario Pietruzzi | 270          |  | 3.           | Adolfo Baloncieri | 71           |
| 4.           | Edoardo Avalle  | 262          |  | 4.           | Giovanni Ferrari  | 60           |
| 5.           | Luigi Vitto     | 244          |  | 5.           | Fabio Artico      | 58           |

### Rekordní přestupy
| Nákup  | Nákup              | Nákup     | Nákup    | Nákup           |  | Prodej | Prodej             | Prodej    | Prodej    | Prodej        |
| Pořadí | Jméno              | sezona    | klub     | částka          |  | Pořadí | Jméno              | sezona    | klub      | částka        |
| 1.     | Manuel Fischnaller | 2015/2016 | Südtirol | 0,6 mil. Euro   |  | 1.     | Valerio Bertotto   | 1993/1994 | Udinese   | 1,5 mil. Euro |
| 2.     | Simone Iocolano    | 2015/2016 | Bassano  | 0,3 mil. Euro   |  | 2.     | Manuel Fischnaller | 2018/2019 | Catanzaro | 0,4 mil. Euro |
| 3.     | Riccardo Bocalon   | 2015/2016 | Inter    | 0,270 mil. Euro |  | 3.     | Gianni Rivera      | 1960/1961 | Milán     | 0,3 mil. Euro |

### Na velkých turnajích

#### Vítěz Olympijských her
- Adolfo Giuntoli (OH 1936)

#### Účastníci Olympijských her
- Adolfo Baloncieri (OH 1920)
- Adolfo Baloncieri (OH 1924)
- Elvio Banchero (OH 1928)
- Andrea Viviano (OH 1928)
- Gianni Rivera (OH 1960)

#### Účastník Afrického pohárů národů
- Óscar Siafá (APN 2023)